# Trioza takahashii
Trioza takahashii är en insektsart som först beskrevs av Boselli 1930.  Trioza takahashii ingår i släktet Trioza och familjen spetsbladloppor. Inga underarter finns listade i Catalogue of Life.